# Q&A 演奏會！
《Q&A 演奏會！》（日语：Q&A リサイタル！）是戶松遥的第10張單曲，於2012年10月17日由Music Ray'n發售。

## 概要
與前作《夢世界》相隔約6個月時間發售，是亦為2014年的第2作。標題曲為動畫《鄰座的怪同學》片頭曲。

## 收錄曲
1. Q&A リサイタル！[4:49]
  - 《鄰座的怪同學》主題曲
  - 作詞、作曲：田淵智也；編曲：古川貴浩
2. ドーナツ [4:50]
  - 作詞：古屋真；作曲：中村僚、中村友；編曲：木村篤史
3. Q&A リサイタル！（Instrumental）

DVD（只限初回限定盤）
1. Q&A リサイタル！（PV）

## 相關項目
- 鄰座的怪同學

## 外部連結
- Music Ray'n介紹網站
  - 初回限定盤 （页面存档备份，存于）
  - 通常盤 （页面存档备份，存于）